# 朗塔
朗塔（法語：Lanta，法語發音：[lɑ̃ta]）是法国上加龙省的一个市镇，属于图卢兹区。

## 地理
朗塔（43°33'35"N, 1°39'18"E）面积30.12 平方千米，位于法国奧克西塔尼大區上加龙省，该省份为法国西南部内陆省份，西南端与西班牙接壤，自此顺时针与上比利牛斯省、热尔省、塔恩-加龙省、塔恩省、奥德省和阿列日省接壤。
与朗塔接壤的市镇（或旧市镇、城区）包括：圣贝尔纳堡、欧兰、卡拉芒、普雷塞尔维尔、普吕内、圣富瓦代格尔弗耶、圣皮埃尔德拉日、索桑、瓦莱斯维莱。

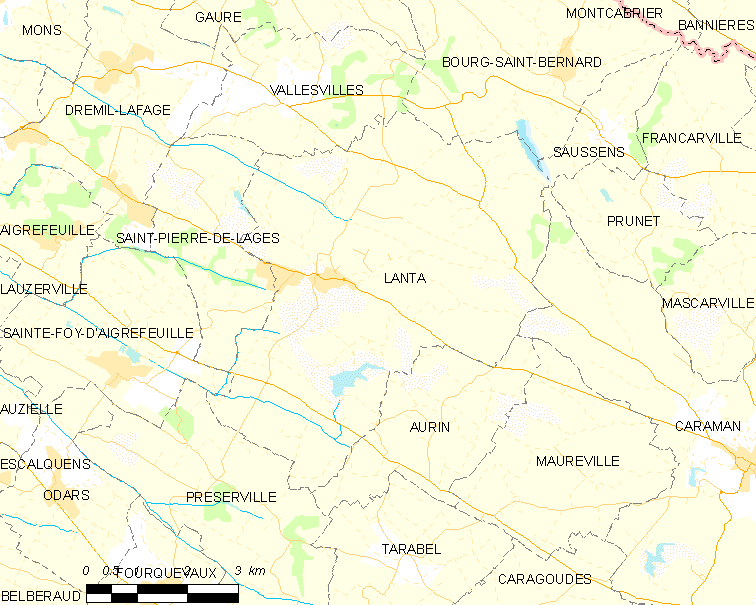
朗塔的OSM定位图

朗塔的时区为UTC+01:00、UTC+02:00（夏令时）。

## 行政
朗塔的邮政编码为31570，INSEE市镇编码为31271。

## 政治
朗塔所属的省级选区为勒韦勒县。

## 人口

1962-2008年间朗塔人口变化图示

朗塔于2022年1月1日时的人口数量为2269人。

## 图集

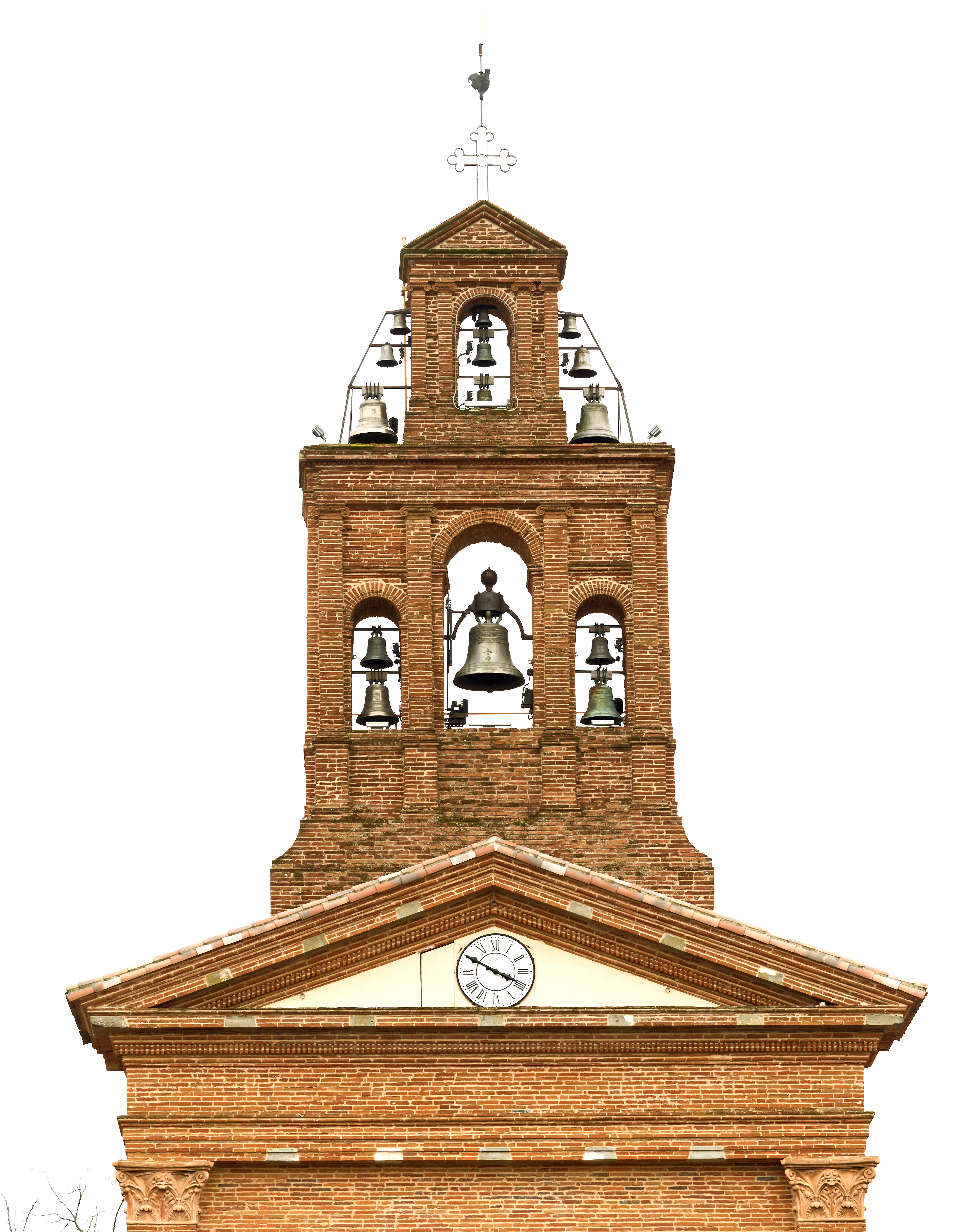
鐘樓
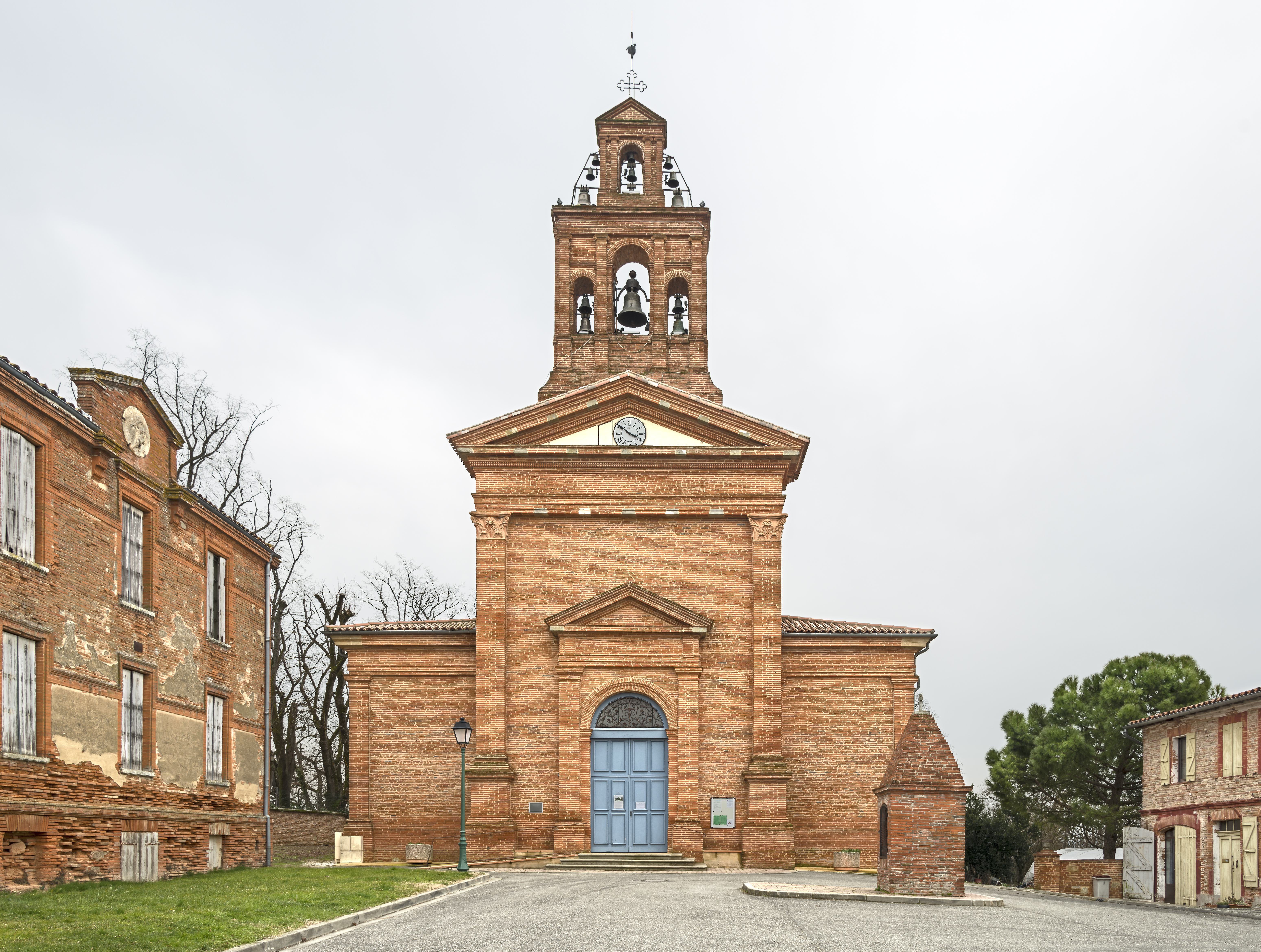
聖母升天教堂
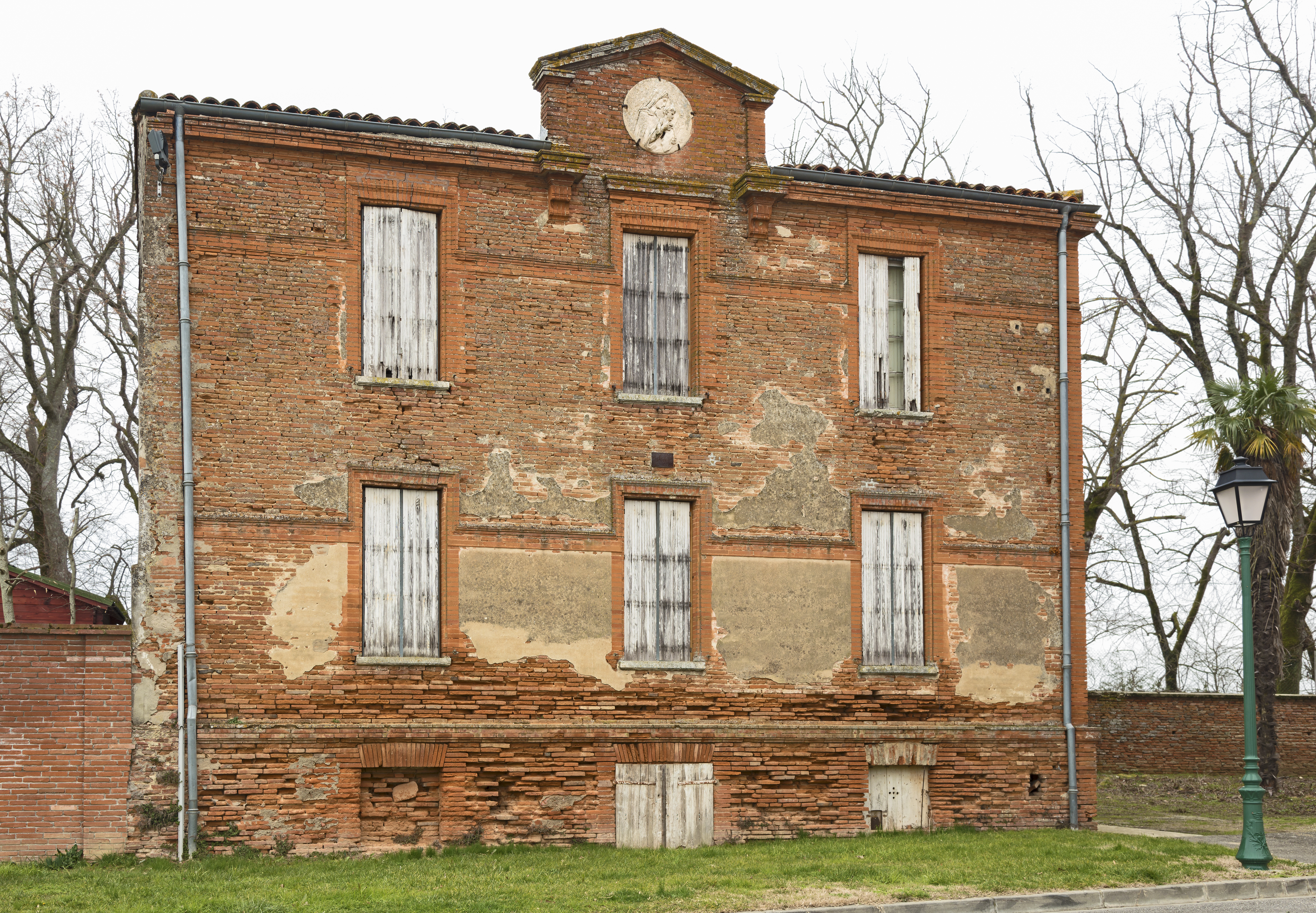
教区长住宅
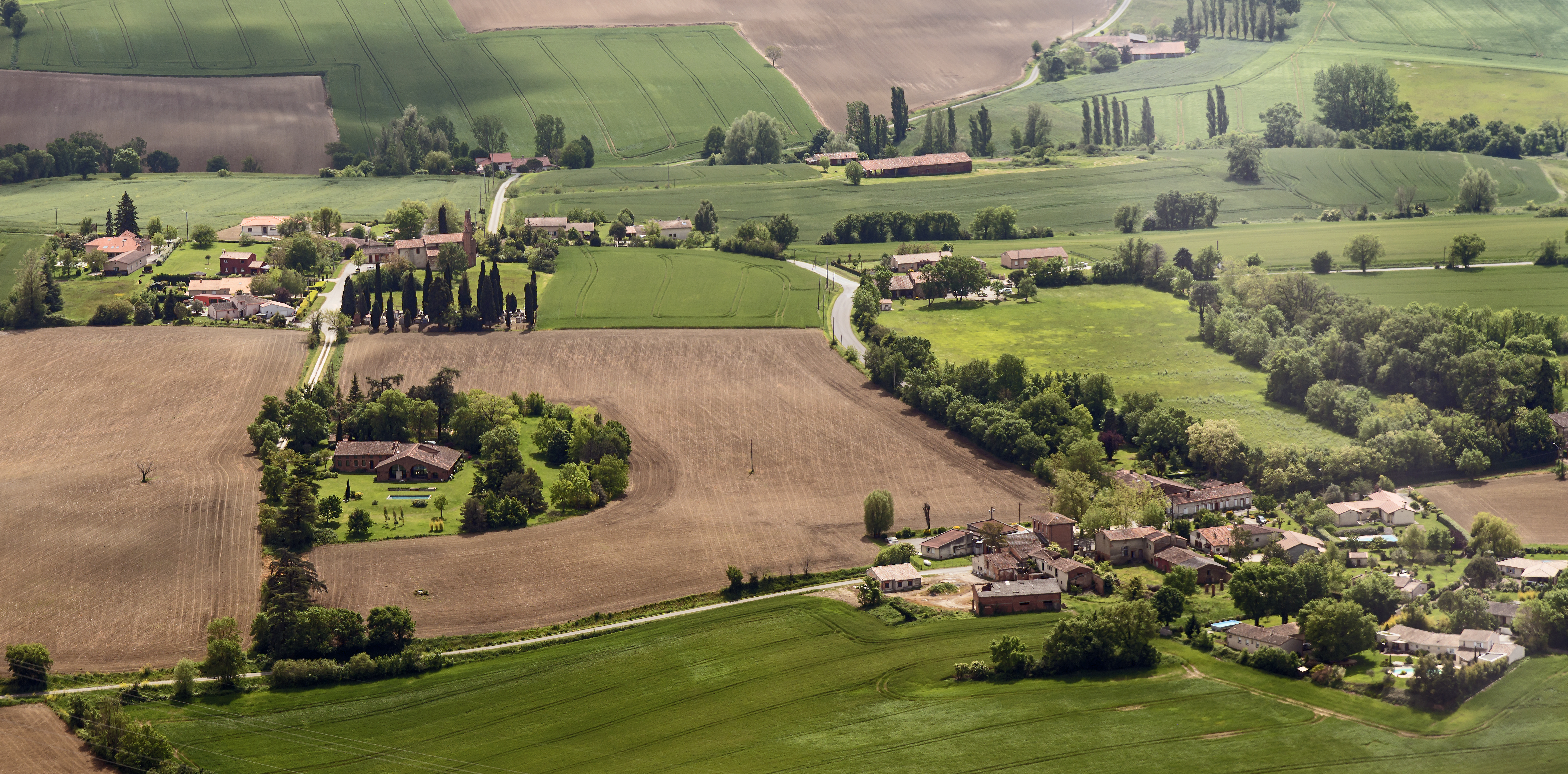
阿纳托利教堂
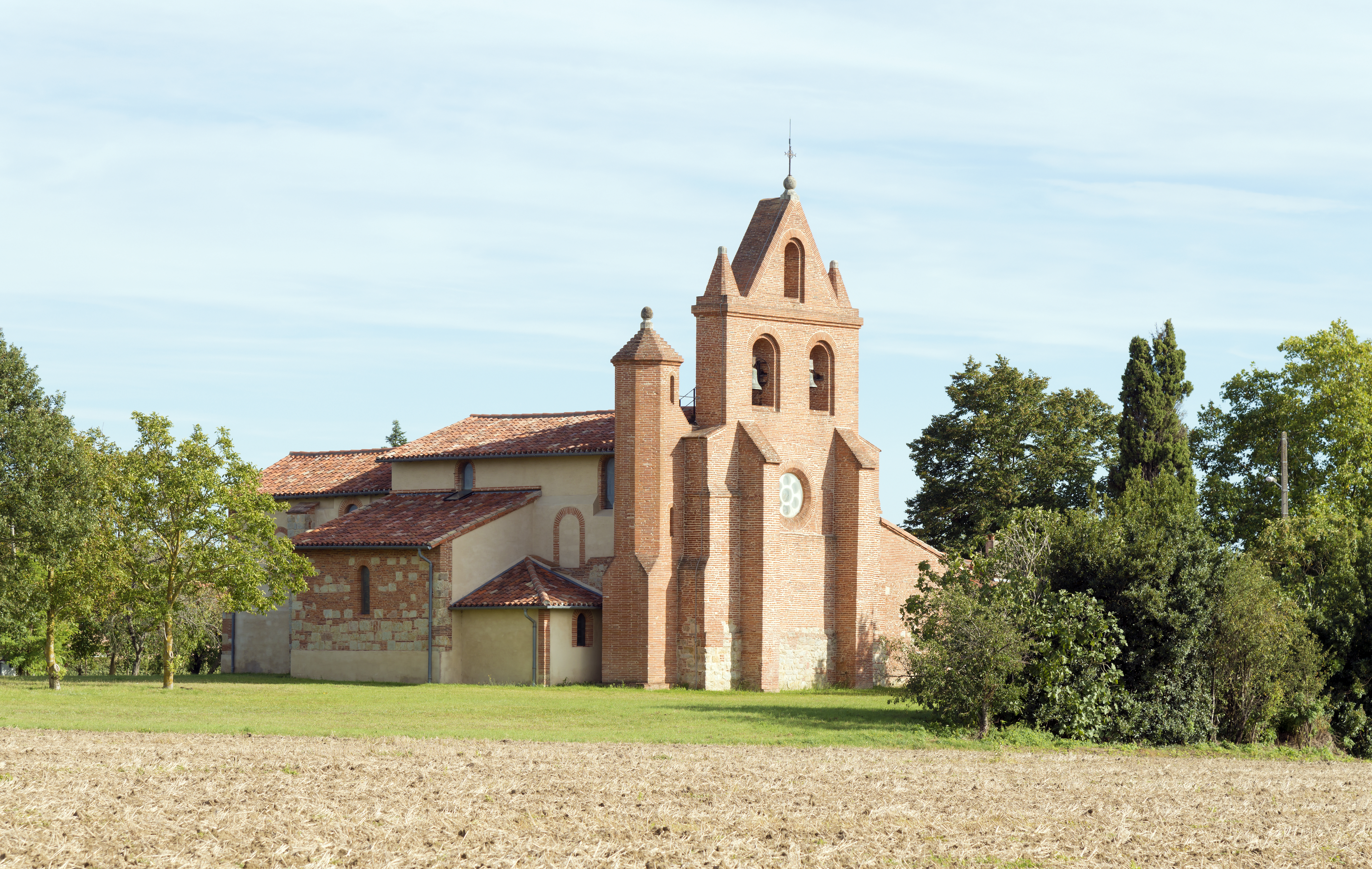
阿纳托利教堂
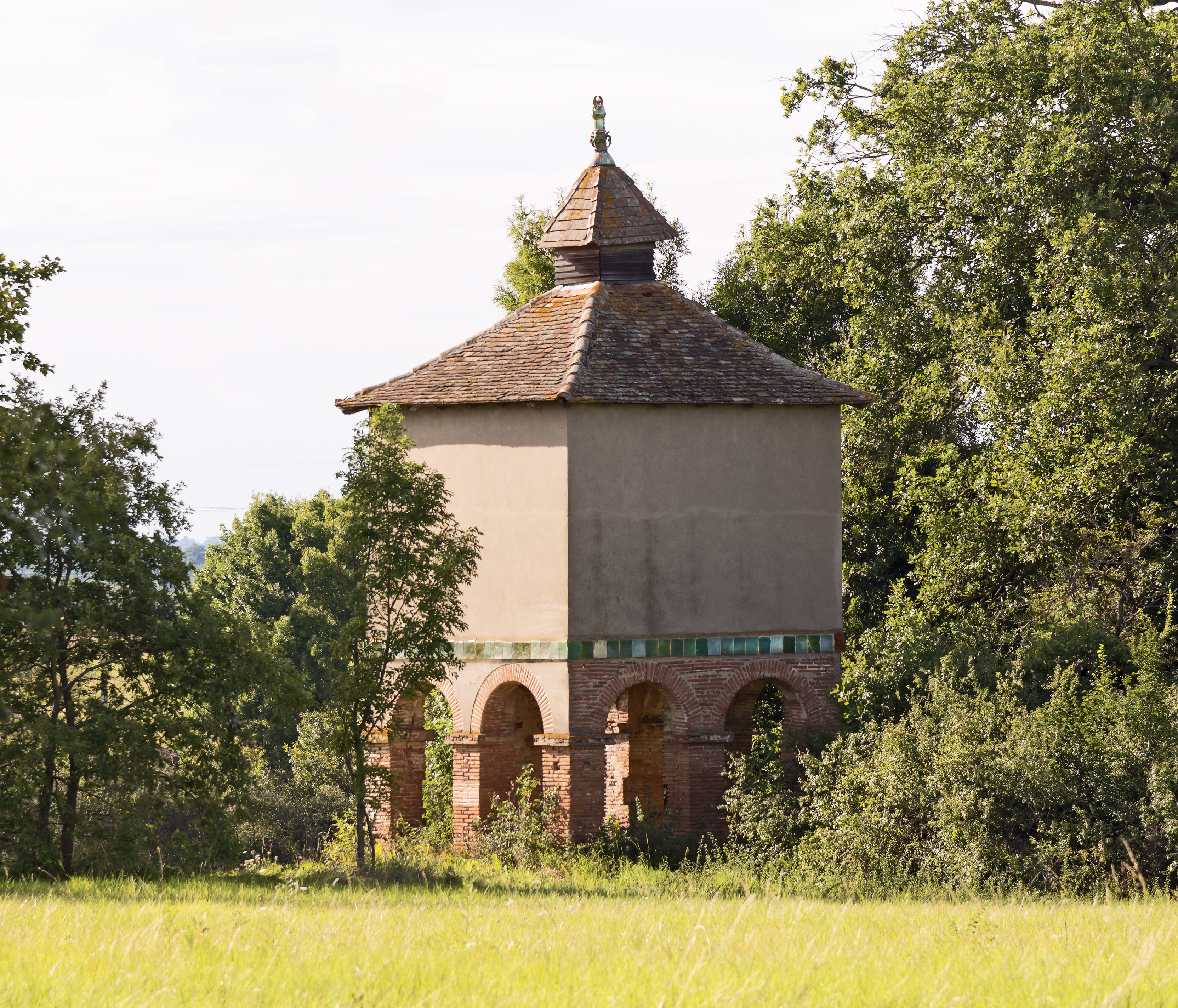
鸽舍